# Palmentuin
Palmentuin – park w Paramaribo, stolicy Surinamu, z ok. 1000 drzew palmowych.

## Opis

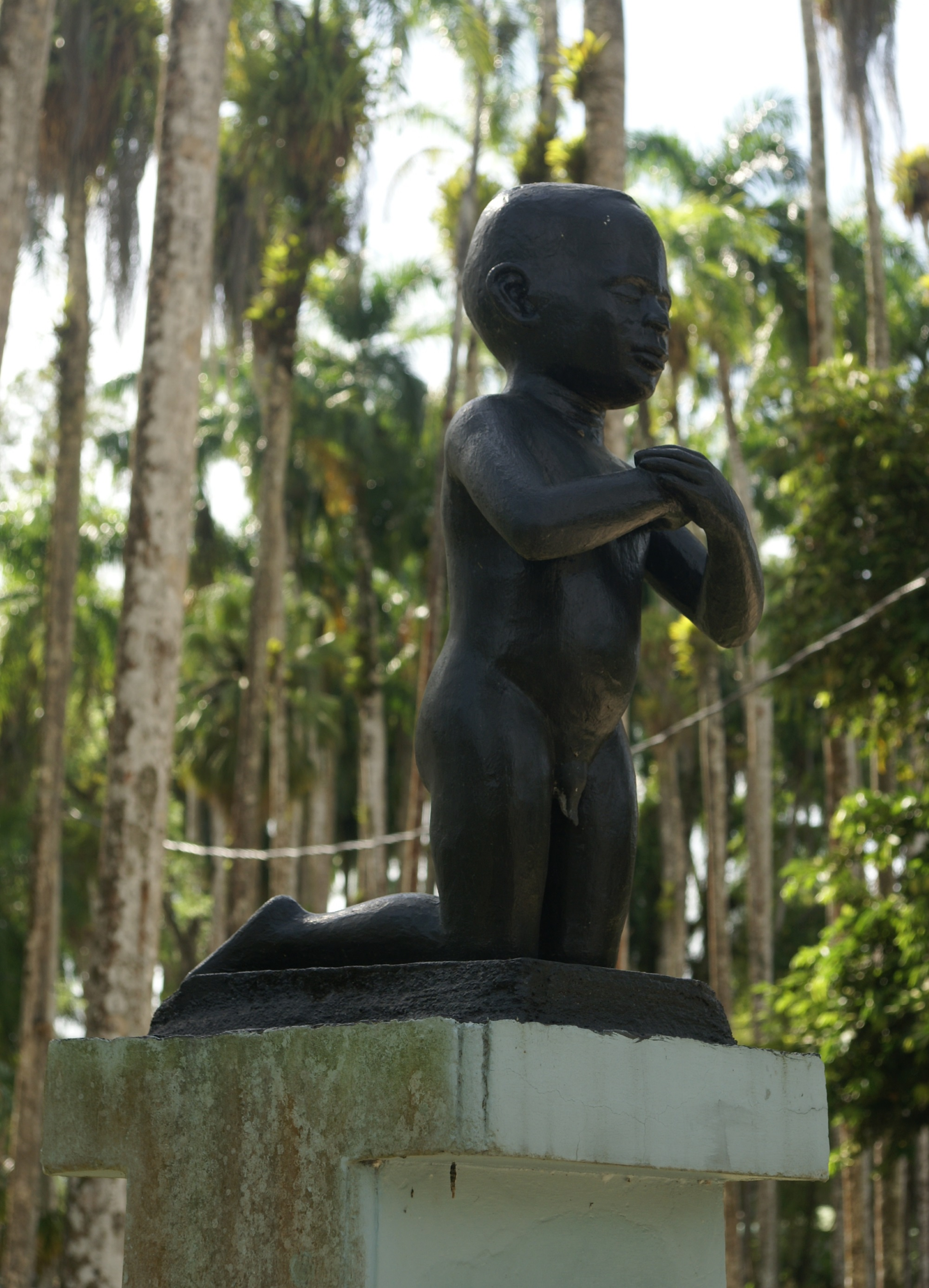
Rzeźba Rubena Klasa

Park leży na północ od Fortu Zeelandia i przylega do Pałacu Prezydenckiego – park znajduje się na terenie zabytkowego centrum Paramaribo, które w 2002 roku zostało wpisane na listę światowego dziedzictwa UNESCO. Zajmuje powierzchnię 0,04 km². Jest to jedyny park w historycznym centrum miasta.
Znajduje się tu ok. 1000 drzew palmowych. W parku stoi kilka pomników, m.in. rzeźba przedstawiająca małego chłopca, Rubena, który udusił się uwięziony w lodówce; rzeźba ku przestrodze rodziców została wykonana przez ojca tragicznie zmarłego dziecka, rzeźbiarza Jozefa Klasa. 
Według lokalnej tradycji, dawniej w miejscu parku znajdowała się wioska indiańska. W latach 80. XVII w. gubernator Surinamu Cornelis van Aerssen van Sommelsdijck (1637–1688) założył w tym miejscu sad i ogród warzywny na potrzeby aprowizacji wojska stacjonującego w Forcie Zeelandia. Gubernator miał osobiście zasadzić jedną z pierwszych palm z gatunku Roystonea oleracea. 
W XVIII w. ogród stał się terenem gospodarczym pałacu gubernatora – obok niewielkiego warzywniaka stanęły magazyny i dwa rzędy domów dla niewolników. Po zniesieniu niewolnictwa, teren został przekształcony w obszar rekreacyjny – część południowa była ogrodem gubernatora, a część północna została przekazana na park publiczny, który otwarto w XX w.
W 1999 roku park został wpisany na narodową listę zabytków. Park utrzymywany jest przy wsparciu Ministerstwa Robót Publicznych, Transportu i Komunikacji.